# Kalki
En las tradiciones hinduistas, Kalki es la décima y última encarnación (avatar) del dios Visnú de acuerdo con el Garuda-purana (del siglo XI), y la vigesimosegunda, según el Bhagavata-purana (del siglo X).
- कल्कि, en escritura devánagari.

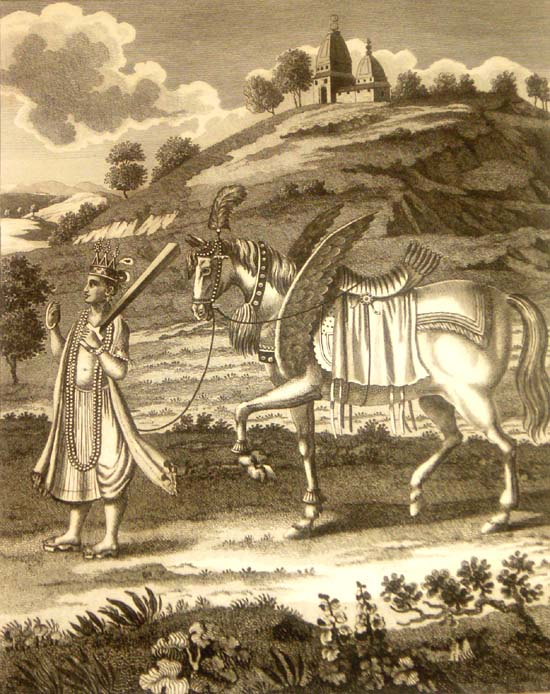
Grabado en cobre, ilustración de una traducción al inglés de la obra Zaaken van den Godsdienst (‘asuntos de la religión’, 1790) del escritor neerlandés François Valentijn (1666-1727).

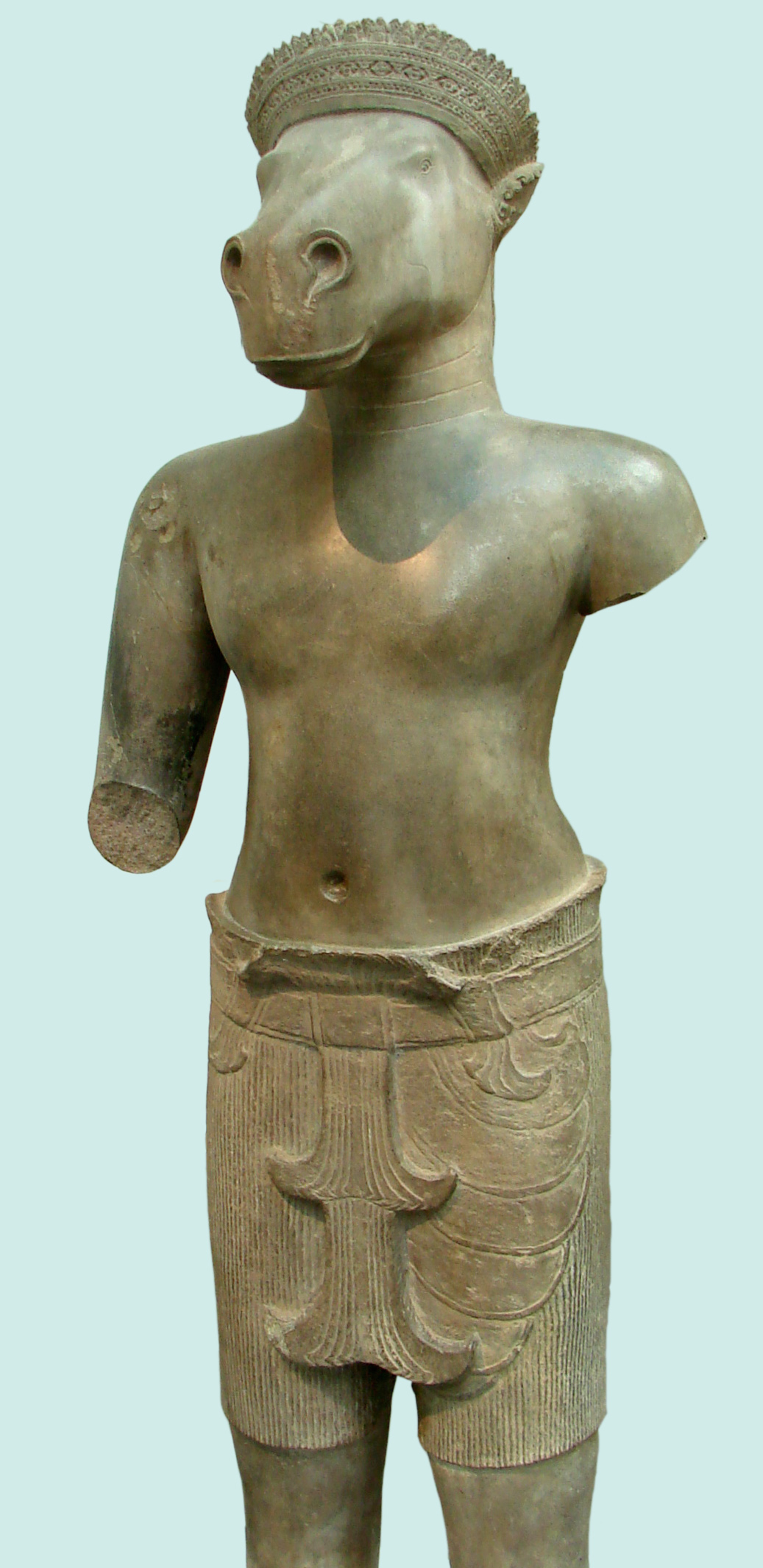
Escultura camboyana de Kalki como Vayi Mukha (‘cara de caballo’). Actualmente en poder del Museo Guimet (París).

- kalki, en el sistema IAST de transliteración sánscrita.[1]

Según el Bhagavata-purana, cuando llegue el final de kali iugá —la era del demonio Kali (Que es una entidad diferente a la diosa Kalí) — Kalki vendrá montado en un caballo de la región del Sindh, blandiendo una espada y liderando un gran ejército para restaurar el Dharma y acabar con el imperio de la corrupción personificado en Kali; e iniciar una nueva satiá iugá —la era de la verdad— a través de sus dos hijas, una engendrando la dinastía solar y la otra engendrando la dinastía lunar. 
También se lo conoce como Kalkin.
Existe un Kalki puraná, uno de los Upa-puranás (‘historias secundarias’), que no pertenecen a los 18 Majá Puraná (‘grandes historias’).
Podría haber formado parte del Bhavishia-purana.[cita requerida]
Se presenta a sí mismo como un suplemento del Bhágavata-purana.[cita requerida]

## Etimología
La palabra sánscrita kalki no tiene una etimología clara.
- Podría provenir de kala (‘tiempo’).
- También puede provenir de kalka (‘malvado’, ‘sucio’), lo que significaría que es una encarnación cruel (ya que viene a matar a todos los seres humanos). Pero también podría ser una metáfora (como ‘destructor de los pecadores’ o ‘destructor de los malvados’)

- - Terminalia bellirica
  - olíbano (francoincienso)

- kalkī-kṛi

## Uno de los diez avataras principales
Avatara significa ‘el que desciende’ e indica el «descenso» (o manifestación) del dios Visnú en este mundo.
En el texto sánscrito Bhagavata puraná (escrito hacia el 950 d. C.) se enumeran 25 avataras.
El poeta Yaiadeva (siglo XIV d. C.) popularizó a diez de estas encarnaciones de Vishnú (los dasha avatara, ‘diez avataras’).